# Атила де Карваљо
Атила де Карваљо (рођен 16. децембра 1910, датум смрти непознат) био је бразилски фудбалер. Играо је за репрезентацију Бразила.